# Bosna (monitor)
Bosna (ranije Morava i Körös) bio je riječni monitor kojega je izgradila austro-ugarska mornarica 1892. Uspješno ga nasljeđuje jugoslavenska mornarica i Ratna mornarica NDH. 

## Povijest

### Prvi svjetski rat
"Körös" je sudjelovao u Prvom svjetskom ratu i austro-ugarskim operacijama na Dunavu i Savi protiv Srbije i kasnije Rumunjske. Štitio je prelazak austro-ugarske vojske preko Save i topovima je gađao Beograd. 31. prosinca 1918. "Körös" je zarobljen i priljučen jugoslavenskoj dunavskoj floti.

### Između dva rata
Nakon raspada Austro-Ugarske "Körös" je formalno dodijeljen Kraljevini SHS 15. travnja 1920. Preimenovan je u "Morava". 1924. brod je moderniziran i opremljen topom 66/42 mm i topom od 15/84 mm.

### Drugi svjetski rat
Vlastita posada je potopila "Moravu" 12. travnja 1941. u zemunskoj luci kako ne bi pala u ruke Nijemcima. 1942. uz pomoć njemačkih inženjeraca izvađena je i uključena u riječnu flotu Ratne mornarice NDH pod imenom "Bosna". Uključena je u sastav flotile u Slavonskom Brodu. Bila je uglavnom usidrena na Savi u Slavonskom Brodu tijekom 1943. i 1944. Zajedno s monitorom "Sava", "Bosna" je patrolirala Savom štiteći konvoje koji su opskrbljivali njemačke postrojbe uzduž obala rijeke. U lipnju 1944., monitor "Bosna" je naletio na minu, po nekim izvorima, na Uni kod Bosanskog Novog te je potonuo. 